# Janvier 1930

## Événements
- 1er janvier (royaume d'Égypte) : les élections législatives donnent une nouvelle majorité au Wafd, dirigé par Nahhas Pacha, qui forme le gouvernement. Après l’échec des négociations pour l’indépendance, les Britanniques laissent le roi renvoyer le gouvernement wafdiste (juin).

- 3 - 20 janvier : deuxième conférence de La Haye sur les réparations. Adoption définitive du plan Young.

- 4 janvier, France : la Chambre approuve la construction de la ligne Maginot.

- 5 janvier : accélération de la collectivisation des campagnes en Union soviétique. La dékoulakisation et la collectivisation forcée des terres provoquent de violents troubles dans les campagnes.

- 20 janvier : création à La Haye de la Banque des règlements internationaux (BRI).

- 21 janvier (Portugal) : le ministre des finances Salazar démissionne, suivi du ministre de la justice, à la suite des remous provoqué par des mesures qu’il avait prises (suspension de la subvention versée annuellement à l’Angola). Il reçoit alors le ministère des colonies qu’il cumule avec les finances.

- 22 janvier : ouverture de la conférence de Londres sur le désarmement naval. Les États-Unis ne peuvent obtenir un nouvel accord consacrant leur parité avec le Royaume-Uni qu’au prix de concessions à l'empire du Japon. La France et l’Italie refusent d’être cosignataire.

- 26 janvier
  - (Inde britannique) : motion du parti du Congrès, demandant l'indépendance du pays. Depuis, cette date est fête nationale en Inde.
  - A Paris, le général russe blanc Alexandre Koutiepov est enlevé, à l'angle de la rue Oudinot et de la rue Rousselet, par deux agents de la Guépéou, les services soviétiques, et transporté secrètement de Paris en Russie soviétique[1],[2].

- 30 janvier (Espagne) : démission de Primo de Rivera devant l’opposition au régime, la démission de Calvo Sotelo et la désertion des militaires (il avait voulu moderniser l’armée). Il meurt en exil quelques semaines plus tard. Le roi confie les responsabilités ministérielles au général Dámaso Berenguer qui rétablit la constitution.

## Naissances
- 1er janvier :
  - Jean-Pierre Duprey, poète, sculpteur et peintre français († 2 octobre 1959).
  - Andrea Maria Erba, évêque barnabite italien († 21 mai 2016).
  - Barkat Gourad Hamadou, homme politique djiboutien († 17 mars 2018).
  - Ty Hardin, acteur américain († 3 août 2017).
- 2 janvier : Donato Piazza, coureur cycliste italien († 14 septembre 1997).
- 3 janvier : Robert Loggia, acteur américain († 4 décembre 2015).
- 5 janvier : Edward Givens, astronaute américain († 6 juin 1967).
- 6 janvier : Vic Tayback, acteur et réalisateur américain († 25 mai 1990).
- 7 janvier : Saâdeddine Zmerli, homme politique et urologue tunisien († 26 mars 2021).
- 11 janvier : 
  - Harold Greenberg, homme d'affaires canadien († 1er juillet 1996).
  - Layachi Yaker, diplomate algérien († 25 novembre 2023).
- 12 janvier : 
  - Gerhard Rühm, compositeur autrichien.
  - Tim Horton, joueur de hockey sur glace canadien († 21 février 1974).
- 13 janvier : Françoise Prévost, actrice française († 30 novembre 1997).
- 14 janvier : 
  - Kenny Wheeler, compositeur de jazz canadien († 18 septembre 2014).
  - Khochbakht Youssifzadé, académicien azerbaïdjanais († 3 octobre 2023).
- 18 janvier : Maria de Lourdes Pintasilgo femme politique portugaise, ancien premier ministre du Portugal († 10 juillet 2004).
- 19 janvier :
  - Shomei Tomatsu, photographe japonais († 14 décembre 2012).
  - Tippi Hedren, actrice américaine.
- 20 janvier :
  - Buzz Aldrin, astronaute américain.
  - Egon Bondy, poète, philosophe, dramaturge et romancier tchèque († 9 avril 2007).
- 21 janvier : Peter Tapsell, homme politique néo-zélandais († 5 avril 2012).
- 22 janvier : Jean Coussirou, préfet français († 6 mai 2006).
- 23 janvier : William Pogue, astronaute américain († 3 mars 2014).
- 24 janvier : Pierre Bellon, entrepreneur français († 31 janvier 2022).
- 26 janvier : Thomas Gumbleton, prélat catholique américain († 4 avril 2024).
- 27 janvier : Aloysius Matthew Ambrozic, cardinal canadien, archevêque émérite de Toronto  († 26 août 2011).
- 30 janvier : 
  - Gene Hackman, acteur américain († 26 février 2025).
  - Suzuki Osamu, Homme d'affaires japonais.

## Décès
- 2 janvier : Kenneth Hawks, réalisateur américain (° 12 août 1898)
- 12 janvier : Gustav van Treeck, peintre-verrier allemand (° 1er juin 1864).
- 31 janvier : Benedykt Dybowski, zoologiste polonais (° 30 avril 1833).